# キム・スヒョン (1985年生の女優)
スヒョン（1985年1月25日 - ）は、韓国のモデル、俳優である。本名はキム・スヒョン（김수현）。身長177cm。2021年3月よりYGエンターテインメント所属。英語名はクローディア・キム。
特技は、英会話、歌唱。

## 来歴
5歳から6年間、大手企業に勤める父の勤務先だったアメリカ合衆国ニュージャージー州で生活し、英語が堪能で高校生時代にTOEIC試験で満点を取った。
2005年に韓中スーパーモデル選抜大会で1位に入賞した。
2006年にドラマ『ゲームの女王』に出演し、デビューした。
2010年にドラマ『逃亡者 PLAN B』で本格的な俳優活動を開始した。
幼い頃から国際弁護士が夢で、梨花女子大学で国際学を専攻した。2011年には翻訳家としてもデビューしている。
芸能界に同姓同名の人物が多かったため、ユリエルとして活躍を開始したが、2011年にドラマ『ブレイン』に出演する際に、本名で活動を開始した。
2011年からハリウッドのオーディションを受け始め、2015年に映画『アベンジャーズ/エイジ・オブ・ウルトロン』に出演し注目される。
さらに2018年には映画『ファンタスティック・ビーストと黒い魔法使いの誕生』にナギニ役として出演を果たした。
2019年に3つ年上の韓国系アメリカ人でweworkの元韓国代表のチャ・ミングン氏と結婚した。
2020年4月に第1子妊娠を発表し10月1日に長女を出産したことを自身のInstagramで報告した。

## 学歴
梨花女子大学校国際関係学科 卒業

## 出演作
| ドラマ          | ドラマ  | ドラマ                       | ドラマ             | ドラマ |
| 年              | 放送局  | タイトル                     | 配役               | 備考   |
| --------------- | ------- | ---------------------------- | ------------------ | ------ |
| 2006年 - 2007年 | SBS     | ゲームの女王                 | パク・ジュウォン   |        |
| 2010年          | KBS2    | 逃亡者 PLAN B                | 秘書ソフィー       |        |
| 2011年          | KBS2    | ロマンスタウン               | ファン・ジュウォン |        |
| 2011年 - 2012年 | KBS2    | ブレイン                     | チャン・ユジン     |        |
| 2012年          | MBC     | スタンバイ                   | キム・スヒョン     |        |
| 2013年          | MBC     | 7級公務員                    | ミレ               |        |
| 2014年          | Netflix | マルコポーロ(英語)           | クーツルン         |        |
| 2014年          |         | Before the Show              | ナレーション       |        |
| 2015年          | Netflix | マルコポーロ シーズン2(英語) | クーツルン         |        |
| 2016年          | MBC     | モンスター                   | ユ・ソンエ         |        |
| 2021年          | OCN     | キマイラ                     | ユジン・ハサウェイ |        |
| 2023年          | Netflix | 京城クリーチャー             | 前田 由紀子        |        |
| 2024年          | JTBC    | ヒーローではないけれど       | ポク・ドンヒ       |        |

| 映画   | 映画                                             | 映画               | 映画 |
| 年     | タイトル                                         | 配役               | 備考 |
| ------ | ------------------------------------------------ | ------------------ | ---- |
| 2015年 | アベンジャーズ/エイジ・オブ・ウルトロン          | ヘレン・チョ       |      |
| 2015年 | Equals                                           |                    |      |
| 2017年 | ダーク・タワー                                   | アラ・シンピニオン |      |
| 2018年 | ファンタスティック・ビーストと黒い魔法使いの誕生 | ナギニ             |      |
| 2024年 | 満ち足りた家族                                   | ジス               |      |